# Rhinagrion yokoii
Rhinagrion yokoii är en trollsländeart som beskrevs av Sasamoto 2003. Rhinagrion yokoii ingår i släktet Rhinagrion och familjen Megapodagrionidae. Inga underarter finns listade i Catalogue of Life.